# Höllenberg (Saalow)
Der Höllenberg ist eine 69,5 m ü. NHN hohe Erhebung bei Saalow, einem Ortsteil der amtsfreien Gemeinde Am Mellensee im Landkreis Teltow-Fläming in Brandenburg.
Die Erhebung liegt östlich der Gemarkung und kann von einem acht Kilometer langen Wanderweg aus erschlossen werden, der am Dorfanger an der Scheunenwindmühle Saalow beginnt. Theodor Fontane erwähnte den Berg in seiner Wanderungen durch die Mark Brandenburg, da sie den „grotesken Namen der Höllenberge führen“, aber gleichzeitig zur „Poesie des Orts“ beitrugen.